# Thug Behram
Thug Behram, o Buhram (ठग बेहराम) (1765 – Jabalpur, 1840), è stato un serial killer indiano.

## Biografia
Appartenente al culto indiano Thuggee, è stato a lungo considerato il serial killer con il maggior numero di omicidi perpetrati. Secondo numerose fonti, egli avrebbe ucciso 931 vittime attraverso lo strangolamento con il suo vestito cerimoniale (detto rumal) tra il 1790 e il 1830.
L'attribuzione di molte uccisioni a questo killer sono però dovute alla confusione o ad errori dei giornalisti dell'epoca. L'originale manoscritto della confessione di Behram scritto da James Paton conclude che l'uomo ha ucciso tra i 25 e i 50 uomini. È probabile però che Thug non avesse confessato tutti i crimini commessi. Infatti in un manoscritto trovato più di recente Behram confessa l'uccisione per strangolamento di 125 persone e la partecipazione visiva all'uccisione di altre 150. Un numero enorme se si pensa che tra la prima e l'ultima vittima è intercorso un arco di tempo di 40 anni. 
Fu giustiziato nel 1840 mediante impiccagione.

### Manoscritti
Paton, James. Collections on Thuggee and Dacoitee. British Library Add.Mss. 41300 fol. 118, 202-03.

### Libri
- Mike Dash (2005). Thug: The True Story of India's Murderous Cult. London: Granta pp.283-9.
- The Top Ten of Everything 1996 (Page 65). ISBN 0-7894-0196-7.